# Miguel Ángel Cascallana
Miguel Ángel Cascallana, španski rokometaš, * 26. februar 1948, † 26. januar 2015.
Leta 1972 je na poletnih olimpijskih igrah v Münchnu v sestavi španske rokometne reprezentance osvojil 15. mesto.